# Urepione contorta
Urepione contorta är en fjärilsart som beskrevs av Thierry-mieg 1892. Urepione contorta ingår i släktet Urepione och familjen mätare. Inga underarter finns listade i Catalogue of Life.